# Años 580 a. C.
Los años 580 antes de Cristo transcurrieron entre los años 589 a. C. y 580 a. C. 

## Acontecimientos
- 590 a 580 a. C.: un artista ático (en la antigua Grecia) realiza un kuros (estatua de joven) de 1,95 m, que se encuentra actualmente en el Museo Metropolitano de Arte (en Nueva York). (Ver foto y datos)
- 589 a. C.: el faraón Ibiau (Apries, según Heródoto) sucede a Psammutis II como rey del antiguo Egipto.
- 588 a. C.: 
  - El ejército de Nabucodonosor II comienza el sitio de Jerusalén. La ópera Nabuco lo fecha en el 587 a. C.
  - Judá (apoyada por Egipto) se rebela contra Babilonia. En respuesta, Jerusalén es sitiada por el ejército babilonio.[1]
- 587 a. C.: Jerusalén cae. Los babilonios destruyen el templo de Salomón y exilian a Babilonia a los hierosolimitanos sobrevivientes. Comienza el cautiverio de Babilonia de los judíos.
- 586 a. C.: 
  - Las fuerzas de Nabucodonosor II asaltan Jerusalén. Destruyen el templo de Salomón y capturan a Sedecías, rey de Judá. La población es llevada en cautiverio a Babilonia.[1]
  - Muerte de Zhou ding wang, rey de la dinastía Zhou de China.
  - Nace el nomos pítico; es un himno litúrgico en honor a Apolo (dios griego del día, la poesía y las artes), cantado por un solo intérprete acompañado de la lira.[1]
- 585 a. C.: el 28 de mayo se produce un eclipse solar previsto por Tales de Mileto, mientras Aliates está librando la batalla del eclipse contra el medo Ciáxares. Esto lleva a una tregua. Esta es una de las fechas cardinales que permiten calcular otras fechas.
- 585 a 584 a. C.: Astiages sucede a Ciáxares como rey de los medos.
- 585 a. C.: en China Zhou Jian Wang se convierte en rey de la dinastía Zhou (1122 a 256 a. C.).
- 9 de abril de 585 a. C.: En Japón termina el reinado del primer emperador: el Emperador Jinmu.
- 585 a. C.: los medos invaden y derrocan el reino de Urartu.
- 582 a. C.: 
  - Choque militar entre las principales potencias de la Antigüedad clásica: Egipto y Babilonia.}
  - Nace el filósofo y matemático griego Pitágoras, famoso por la formulación del teorema que lleva su nombre. Consideró la Tierra como un globo que gira junto a otros alrededor de un fuego central.[1]
- 581 a. C.: En Japón sube al trono el Emperador Suizei, segundo emperador según el orden tradicional de sucesión.
- 582 a. C.: se fundan los Juegos Píticos en Delfos (fecha tradicional).
- 580 a. C.: Cambises I de Anshan sucede a Ciro I como rey de Anshan (Persia) y líder de la dinastía aqueménida (fecha aproximada).
- 580 a. C.: se fundan los Juegos Ístmicos en la Antigua Corinto (fecha tradicional).
- c. 580 a. C.: un escultor realiza Medusa, fragmento de una escultura del frontón occidental del templo de Artemisa, en Corcira. Actualmente se encuentra en el Museo Arqueológico de Corfú.
- c. 580 a. C. — Se elabora el Joven de pie (Kuros) actualmente en el Museo Metropolitano de Arte, Nueva York.
- Cerámicas griegas procedentes de Grecia y Massilia se encuentran en yacimientos de la península ibérica del período 580-560 a. C., en la zona entre las provincias de Castellón y Murcia.

## Personas destacadas
- Nabucodonosor II, rey de Babilonia
- 586 a. C.: en China muere Zhou Ding Wang, rey de la dinastía Zhou (1122 a 256 a. C.).
- 585 a. C.— Nacimiento de Anaxímenes de Mileto, filósofo griego (fallecido en 525 a. C.)
- 9 de abril de 585 a. C.— Muere a la edad de 126 años, el Emperador Jimmu, primer emperador de Japón.
- 582 a. C.— Nacimiento de Pitágoras en Samos, filósofo y matemático griego (fallecido en 496 a. C.)
- Hacia 580 a. C. fallece Ciro I, rey de Anshan (fecha aproximada)